# Adrian Merlo
Adrian Merlo (* 1957 in Flawil/St. Gallen) ist ein Schweizer Neurochirurg.

## Werdegang
Merlo studierte von 1977 bis 1983 Medizin an den Universitäten Fribourg und Zürich. 1983 legte er das medizinische Staatsexamen ab und promovierte im selben Jahr. Zwischen 1984 und 1993 absolvierte er seine praktische Ausbildung an den Kantonsspitälern Aarau, St. Gallen und Basel, ebenfalls 1993 erhielt er den Facharzttitel für Neurochirurgie. Von 1993 bis 1995 absolvierte Merlo einen Forschungsaufenthalt in Tumormolekulargenetik an der Johns Hopkins University in Baltimore (USA), anschließend nahm er eine Stelle als Oberarzt am Universitätsspital Basel an.
Im Jahr 1998 folgte die Habilitation und die Ernennung zum Privatdozenten für Neurochirurgie am Universitätsspital Basel. Ebenfalls 1998 nahm Merlo eine Stelle als leitender Arzt für Neurochirurgie am Kantonsspital Basel an, 2001 wurde er als Extraordinarius für Neurochirurgie an das Universitätsspital Basel berufen. Für seine  medizinische Forschungstätigkeit wurde er 2006 mit dem Cloëtta-Preis ausgezeichnet.
Von 2006 bis 2008 war Merlo Chefarzt a. i. Neurochirurgie am Universitätsspital Basel, seit September 2008 betreibt er eine neurochirurgische Praxis in Bern.

## Publikationen (Auswahl)
- S. Rogers, A. Merlo, J. Berberat, S. Bodis: In regard McDonald u. a., to Pattern of failure after limited margin radiotherapy and temozolomide for glioblastoma (Int J Radiat Oncol Biol Phys 2011;79:130-136). In: Int J Radiat Oncol Biol Phys. 81(1), 1. Sep 2011, S. 316.
- M. E. Hegi, A. C. Diserens, P. Bady, Y. Kamoshima, M. C. Kouwenhoven, M. Delorenzi, W. L. Lambiv, M. F. Hamou, M. S. Matter, A. Koch, F. L. Heppner, Y. Yonekawa, A. Merlo, K. Frei, L. Mariani, S. Hofer: Pathway analysis of glioblastoma tissue after preoperative treatment with the EGFR tyrosine kinase inhibitor gefitinib--a phase II trial. In: Mol Cancer Ther. 10(6), Jun 2011, S. 1102–1112. Epub 2011 Apr 6
- M. Grzmil, P. Morin Jr, M. M. Lino, A. Merlo, S. Frank, Y. Wang, G. Moncayo, B. A. Hemmings: MAP kinase-interacting kinase 1 regulates SMAD2-dependent TGF-β signaling pathway in human glioblastoma. In: Cancer Res. 71(6), 15. Mar 2011, S. 2392–2402. Epub 2011 Mar 14